# غريتسبيتز
غريتسبيتز (بالإنجليزية: Greitspitz)‏ هو أحد جبال سلسلة جبال الألب سامناون وجزء من القمة الأم Vesulspitze يقع في كانتون غراوبوندن، سويسرا. يبلغ ارتفاع الجبل حوالي 2867 متر، بينما يبلغ ارتفاع نتوء الجبل 138 متر.